# Osmarea
Osmarea  é um gênero botânico da família Oleaceae

## Espécie
- Osmarea burkwoodii

## Nome e referências
Osmarea Burkwood & Skipwith